# Sigismund Anton von Hohenwart
Grof Sigismund Anton von Hohenwart, S.J., avstrijski rimskokatoliški rimskokatoliški duhovnik, škof, nadškof in plemič, * 2. maj 1730, Dvorec Kolovec, Kolovec, Kranjska, † 30. junij 1820, Dunaj.

## Življenjepis
Leta 1746 je pri 15 letih vstopil med jezuite.
7. oktobra 1759 je prejel duhovniško posvečenje. Leta 1777 je pričel delovati kot duhovnik.
10. februarja 1791 je bil imenovan za škofa Trsta; potrjen je bil 26. septembra istega leta in škofovsko posvečenje je prejel 23. oktobra 1791.
Na tem položaju je ostal do 10. januarja 1794, ko je bil imenovan za škofa Sankt Pöltna (Avstrija); potrjen je bil 12. septembra istega leta, 16. novembra 1794 pa je uradno prevzel položaj.
29. aprila 1803 je bil imenovan za nadškofa Dunaja; potrjen je bil 20. junija in uradno je prevzel položaj 24. avgusta istega leta.